# Parafia św. Apostołów Piotra i Pawła w Gostyni Śląskiej
Parafia św. Apostołów Piotra i Pawła w Gostyni Śląskiej należy do archidiecezji katowickiej i dekanatu Łaziska. Powstała 1 sierpnia 1925 roku.